# Chester FC
Chester FC är en engelsk supporterägd fotbollsklubb i Chester, grundad 2010. Hemmamatcherna spelas på Deva Stadium. Smeknamnen är The Blues och The Seals. Klubben spelar i National League North.

## Historia
Klubben grundades 2010 efter att föregångaren Chester City gått i konkurs efter 125 års existens. Det var den gamla klubbens supportrar som bildade den nya klubben och namnet Chester FC var det namn som den gamla klubben bar fram till 1983. Den nya klubben, som fick överta den gamla klubbens hemmaarena Deva Stadium, skulle ursprungligen få börja spela i North West Counties Football League Premier Division, på nivå 9 i Englands ligasystem för fotboll. Klubben överklagade dock detta och i stället fick man börja i Northern Premier League Division One North, på nivå 8.
Chester avancerade snabbt uppåt i ligasystemet genom att vinna sin division tre säsonger i följd: Northern Premier League Division One North (2010/11), Northern Premier League Premier Division (2011/12) och Conference North (2012/13). Säsongen 2013/14, när klubben spelade på nivå 5 i Conference Premier, slutade man på 21:a plats av 24 med något sämre målskillnad än klubben på 20:e plats Hereford United, och verkade därför bli omedelbart förvisade tillbaka till Conference North. En väg att få stanna i Conference Premier öppnades dock i juni 2014 när Hereford United tvångsnedflyttades på grund av betalningssvårigheter. Året efter kom Chester tolva och nådde därmed sin dittills högsta ligaplacering. Säsongen 2017/18 innebar dock nedflyttning till National League North, som Conference North bytt namn till.

## Meriter

### Liga
- National League eller motsvarande (nivå 5): 12:a 2014/15 (högsta ligaplacering)
- National League North eller motsvarande (nivå 6): Mästare 2012/13
- Northern Premier League Premier Division (nivå 7): Mästare 2011/12
- Northern Premier League Division One North (nivå 8): Mästare 2010/11

### Cup
- Cheshire Senior Cup: Mästare 2012/13
- Peter Swales Shield: Mästare 2012
- Supporters Direct Cup: Mästare 2011